# Hayley Westenra
Hayley Dee Westenra (* 10. dubna 1987 Christchurch, Nový Zéland) je novozélandská sopranistka irského původu.
Když ve svých šestnácti letech v roce 2003 vyšlo její první album s názvem Pure, stalo se nejrychleji se prodávajícím mezinárodním debutovým klasickým albem světa. V žebříčcích ve Velké Británii se objevilo na prvním místě, ve světě bylo prodáno více než dva miliony jeho kopií.
Obdržela také cenu za přispění novozélandské i světové hudbě. V roce 2006 se připojila k irské hudební skupině Celtic Woman, se kterou v roce 2007 absolvovala jarní turné. Byla nejmladší velvyslankyní UNICEF, která přispívá charitativním organizacím po celém světě.